# Kunstvestdagen
De Kunstvestdagen zijn een tweejaarlijks cultuurevenement waarbij bewoners van de Keldermansvest in Mechelen gedurende twee weekends hun huizen ter beschikking stellen als expositieruimte voor plastisch kunstenaars. Daarnaast wordt ook een podium verleend aan andere kunstvormen die op die manier in dialoog treden met de plastische kunst.

## Geschiedenis
In 2002 werden de eerste Kunstvestdagen georganiseerd, in navolging van onder meer Chambre d'Ami te Gent, Beelden te Linden en Open Ateliers in het begijnhof van Diest.
De edities in 2002, 2004, 2006 en 2008 konden telkens rekenen op een groter aantal deelnemende bewoners, een groter aantal deelnemende plastisch kunstenaars én een groter aantal bezoekers:
- 2002 - 7 huizen, 14 kunstenaars, 2000 bezoekers
- 2004 - 11 huizen, 21 kunstenaars, 2500 bezoekers
- 2006 - 13 huizen, 30 kunstenaars, 3000 bezoekers
- 2008 - 14 huizen, 39 kunstenaars, 3200 bezoekers

Op 15 december 2007 reikte het stadsbestuur van Mechelen de Prijs voor Culturele Verdienste uit aan hoofdorganisator Dirk Gooris voor de organisatie van dit evenement.

## Doeleinden
Met het evenement worden in wezen drie zaken bereikt:
- Kunst wordt voorgesteld in een natuurlijke, huiselijke sfeer in plaats van de eerder steriele, kunstmatige omgeving van een galerij of museum.
- Jonge, beginnende kunstenaars krijgen de kans om te exposeren naast, en in contact te komen met, oudere, professionele kunstenaars, wat hun carrière een zetje in de goede richting kan geven.
- Het gebruik van gewone huizen die bewoond worden door mensen met familie, vrienden en kennissen brengt kunst tot bij een publiek dat misschien nooit eerder een galerij of museum heeft bezocht. Dit laatste element wordt nog versterkt door de volledig gratis deelname.

## Organisatie
De organisatie berust volledig op de schouders van vrijwilligers. Hoofdorganisator Dirk Gooris krijgt de medewerking van vier initiatiefnemers die allen in de betrokken Keldermansvest wonen: Johan Peeters, Kristoff Meersman, An Depuydt en Johan Elst.